# 데이비드 라워리
데이비드 라워리(영어: David Lowery, 1980년 12월 26일 ~ )는 미국의 영화 감독이다. 밀워키 출신이다. 두 번째 장편영화이자 케이시 애플렉, 루니 마라가 주연한 《에인트 뎀 바디스 세인츠》로 선댄스 영화제 심사위원 대상을 받았다. 이 밖에 디즈니 리메이크작 《피터와 드래곤》, 로버트 레드퍼드와 함께 작업한 《미스터 스마일》 등의 연출작이 있다.

## 작품 목록
- 에인트 뎀 바디스 세인츠 (2013)
- 피터와 드래곤 (2016)
- 고스트 스토리 (2017)
- 미스터 스마일 (2018)
- 그린 나이트 (2021)
- 피터팬 & 웬디 (2023)
- 마더 메리 (미정)